# Luis Dorado Luque
Luis Dorado Luque (Antequera, 1898 - Còrdova, 29 de juliol de 1936) va ser un metge i polític socialista espanyol.
Fill d'una família humil, va treballar d'aprenent de barber amb el seu pare fins que va poder assistir a la Universitat de Granada on va estudiar Medicina. Va obrir una consulta particular a la seva ciutat, on atenia sobretot a persones sense prou recursos. De tradició progressista, es va integrar a les candidatures del Front Popular a les eleccions generals espanyoles de 1936 amb el suport del PSOE i la UGT. Va ser elegit diputat al Congrés per la província de Màlaga. Després del fallit cop d'estat que va donar lloc a la Guerra Civil, va ser detingut per les tropes franquistes el 18 de julio] de 1936, mentre viatjava de Madrid a Màlaga en tren en companyia d'un altre diputat, Antonio Acuña Carballar. Ambdós van ser conduïts a la caserna de San Rafael de Còrdova, on també estaven detinguts dos altres diputats: Bautista Garcet Granell i Antonio Bujalance López, a més del periodista i exdiputat Joaquín García-Hidalgo. Garcet i Acuña van ser afusellats en la nit del dia 28 de juliol; Bujalance i Dorado ho van ser la matinada següent, entre el 29 i el 30. El mateix dia 28 havia mort per coma diabètic, segons la versió oficial, García-Hidalgo.